# Лінде Маккормік
Лінде Дюпюї Маккормік (англ. Admiral Lynde Dupuy McCormick; 1895—1956) — чотиризірковий адмірал ВМС США, що був заступником керівника військово-морськими операціями з 1950 по 1951 рік і головнокомандувачем Атлантичного флоту США з 1951 по 1954 рік, а також першим Верховним головнокомандувачем усіх сил НАТО в Атлантиці.

## Початок кар'єри
Народившись в Аннаполісі (штат Меріленд) в родині Едіт Лінде Еббот і флотського лікаря Альберта Монтгомері Дюпюї Маккорміка, Лінде Маккормік відвідував підготовчу школу і коледж Святого Іоанна — військове училище в Аннаполісі. 1911 року він був направлений президентом Вільямом Говардом Тафтом в Військово-морську академію США, де він грав в лакрос і футбол, а на четвертому курсі був бізнес-менеджером щорічника Академії «Lucky Bag». Випустившись другим за рейтингом в класі зі 183 учнів, в червні 1915 года він отримав звання енсіна (мічмана) ВМС США.

### Перша світова війна
Першим призначенням Маккорміка стала служба на борту лінкора «Вайомінг», що курсував в Карибському морі та вздовж східного узбережжя. У листопаді 1917 року, після вступу США у Першу світову війну, «Вайомінг» і решта 9-ї броненосної дивізії («Нью-Йорк», «Делавер» і «Флорида») приєдналися до британського Гранд-Фліту як його 6-та бойова ескадра і були присутні при здачі німецького Флоту відкритого моря в Північному морі після Комп'єнського перемир'я.
У квітні 1919 року Маккормік був призначений помічником-ад'ютантом штабу командувача 4-ї броненосної дивізії флоту США. Він служив на борту лінкора «Саут Кароліна» з червня по вересень, а потім став помічником-ад'ютантом командувача 4-ї ескадри есмінців Тихоокеанського флоту на борту ескадреного флагмана «Бірмінгем». У грудні 1920 року його перевели на есмінець «Б'юкенен».

### Між світовими війнами

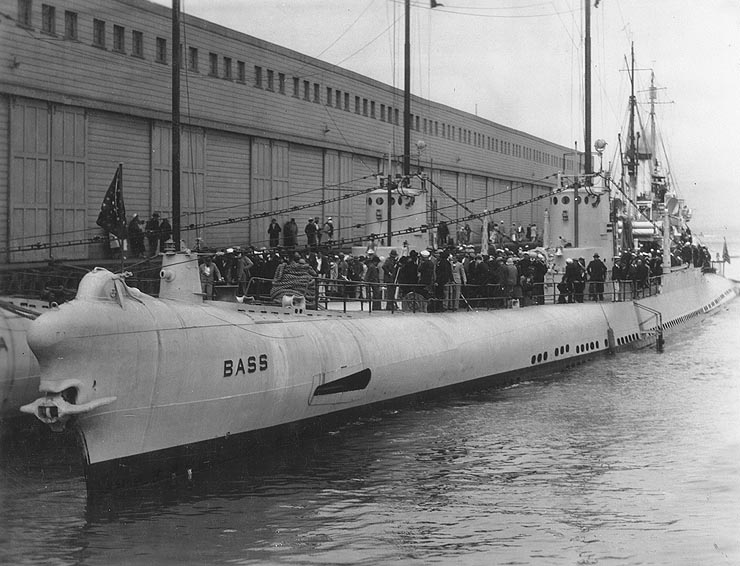
«Басс», колишній V-2

У серпні 1921 року Маккормік короткий час командував есмінцем «Кеннеді» — перед тим, як в жовтні став інструктором в Департаменті навігації у Військово-морській академії. В червні 1923 року він став студентом Підводної школи в Нью-Лондоні (штат Коннектикут). Потім він служив до червня 1924 року на підводному човні S-31, що перебував в 16-й підводній дивізії в Тихому океані. Після короткострокових призначень на підводний човен S-37 і плавучу базу підводних човнів «Канопіс», Маккормік з серпня 1924 до червня 1926 року командував підводним човном R-10 в Гонолулу (Гаваї), після чого був відряджений у Військово-морську академію як член виконавчого відділу.
У серпні 1928 року він майже на три роки став командиром підводного човна V-2, що перебував у 20-й підводній дивізії та здійснював підтримку флоту США в маневрах біля західного узбережжя, на Гавайських островах і в Карибському морі. У травні 1931 року Маккормік став помічником нового керівника Військово-морській академії контр-адмірала Томаса Харта. Після того, як той пішов з посади в червні 1934-го, Маккормік повернувся на флот штурманом легкого крейсера «Марблхед». У квітні 1936 року він прийняв командування ескадреним танкером-заправником «Нечес». В червні 1937 року Маккормік був зарахований на старший курс у Військово-морському коледжі в Ньюпорті (штат Род-Айленд). Після закінчення курсу в травні 1938-го, він залишився працювати в коледжі на ще на один рік.

## Друга світова війна
В червні 1939 року Маккормік став оперативним офіцером у штаті віце-адмірала Ч. Снайдера, командувача лінкорами бойової групи, на борту снайдерського флагмана «Вест Вірджинія». Коли в січні 1940 року Снайдер був підвищений до командувача усією бойовою групою, Маккормік вирушив за ним на флагман бойової групи «Каліфорнія» як оперативний офіцер штату бойової групи. Снайдер попросив про дострокову ротацію в січні 1941 року після того, як його начальник, адмірал Дж. Річардсон, був замінений адміралом Г. Кіммелом, новим командувачем Тихоокеанського флоту. Приступивши до командування в лютому 1941 року, Кіммел призначив Маккорміка офіцером-помічником з військового планування в штаб Тихоокеанського флоту. На цьому пості Маккормік знаходився під час японського нападу на Перл-Гарбор.
Після Перл-Гарбору Кіммел був звільнений адміралом Честером Німіцем, який однак зберіг весь штат Кіммела. Маккормік в квітні 1942 року став офіцером з військового планування при Німіці, перебуваючи на цьому посту під час битви в Кораловому морі, битв за Мідвей і за Гуадалканал. 30 червня 1942 року Маккормік був поранений під час аварії гідроплану, коли він супроводжував Німіца на аеродром Аламеда. Попри зламаний хребець, Маккормік не пішов на лікарняний, обравши продовжити військову службу. Протягом трьох місяців він носив гіпсову пов'язку.

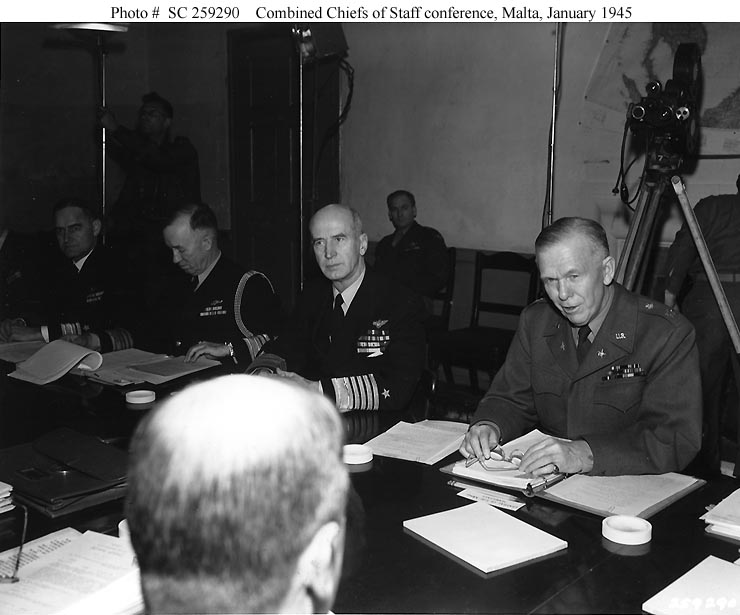
Як помічник начальника військово-морських операцій з логістичного планування (сидить, крайній зліва) з начальниками генеральних штабів на Мальті (31 липня 1945)

15 липня 1942 року він був підвищений до контр-адмірала, а після завершення роботи в штаті Німіца був нагороджений «Легіоном заслуг» за «виключно похвальну поведінку під час видатного служіння уряду США як офіцер з військового планування в штабі головнокомандуючого Тихоокеанським флотом з 1 лютого 1941 до 14 січня 1943 року». В лютому 1943 року Маккормік був призначений командувачем лінкора «Саут Дакота», що курсував біля атлантичного узбережжя, а потім разом з британським Флотом метрополії.
З жовтня 1943 по березень 1945 року він був призначений в штаб керівника військово-морськими операціями Ернеста Кінга як помічник керівника військово-морськими операціями з логістичного планування, з додатковими повноваженнями голови Об'єднаного логістичного комітету при Об'єднаному комітеті начальників штабів США. В цій якості Маккормік супроводжував Кінга на другу Квебецьку і на Ялтинську конференції.
Робота Маккорміка в сфері логістики принесла йому Золоту зірку замість другого Легіону заслуг. В супровідній цитаті говорилось:
|  | Його майстерність у взаємозв'язку між стратегією і логістикою і його розуміння процесу постачання та розподілу критичних елементів були важливими чинниками в задоволенні потреб регіону та командувачів флоту. В сфері, в якій важливість і складність проблем були безпрецедентними в історії ВМС, він продемонстрував видатні здібності і блискуче лідерство. Оригінальний текст (англ.) His mastery of the relationship between strategy and logistics and his understanding of the process of procuring and distributing critical items have been important factors in meeting the needs of area and Fleet Commanders. In a field in which the magnitude and complexity of the problems were without precedent in the history of the Navy, he has displayed conspicuous ability and brilliant leadership. |

Пізніше він заявив: «Мені хочеться зробити трохи перебільшену заяву: логістика — це і є все ведення війни, за винятком стрільби з гармат, запуску бомб і стрільби торпедами».
У березні 1945 року він повернувся на Тихоокеанський театр як командувач 3-ї броненосної дивізії, два місяці пробувши командувачем спеціальної групи під час битви за Окінаву. Він отримав другу Золоту зірку на свій Легіон заслуг, «як командувач броненосної дивізії, спеціальної групи і групи вогневої підтримки в боях проти ворожих японських військ на Окінаві (острови Рюкю) з березня по травень 1945 року».

## Після війни
Після війни Маккормік брав участь в початку окупації Японії до листопада 1945 року, поки не був призначений начальником штабу і помічником головнокомандувача Тихоокеанського флоту адмірала Дж. Тауерса (CINCPAC). Маккормік був призначений заступником головнокомандувача у грудні, і був підвищений до тимчасового звання віце-адмірала 13 лютого 1946 року.
З лютого 1947 по листопад 1948 року він служив командувачем лінкорів та крейсерів Атлантичного флоту. У січні 1948 року він очолив місію в Буенос-Айрес (Аргентина) на борту важкого крейсера «Олбані», метою якої було встановити теплі стосунки з аргентинськими військовими. 8 грудня 1948 року він повернувся до свого постійного звання контр-адмірала після призначення комендантом 12-го військово-морського округу зі штаб-квартирою в Сан-Франциско (Каліфорнія).

### Заступник керівника військово-морськими операціями

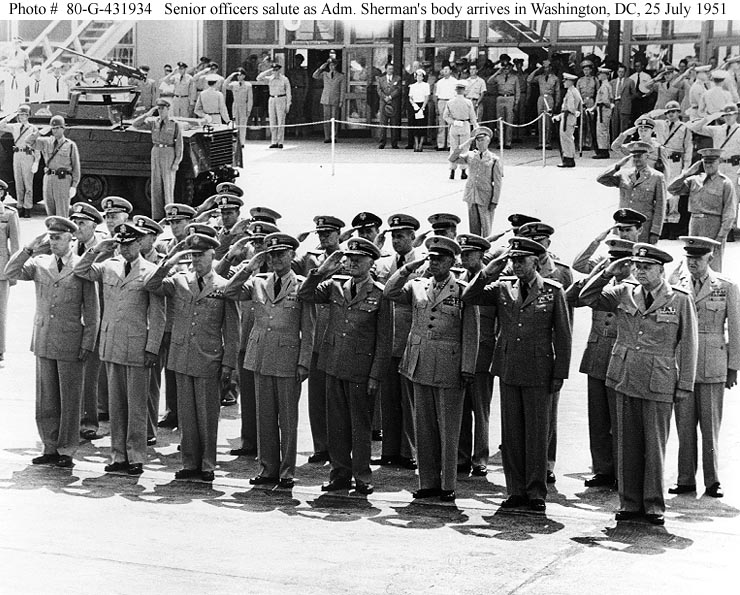
Як в. о. керівника військово-морськими операціями (четвертий ліворуч) вітає прибуття тіла адмірала Форреста Шермана в Національний аеропорт Вашингтон (25 липня 1951)

У 1949 році керівник військово-морськими операціями Луї Денфелд був звільнений за участь у повстанні адміралів і замінений адміралом Форрестом Шерманом. Він був військово-морським льотчиком, тому мав обрати нового заступника, оскільки діючий заступник — віце-адмірал Джон Прайс — також був льотчиком, а за традицією на двох вищих посадах мав бути тільки один льотчик. Шерман обрав Маккорміка, чий багаторічний досвід у підводній війни військово-морські спостерігачі вважали важливим, оскільки очікувалось, що підводні засоби ведення війни будуть відігравати головну роль в ВМС в разі нової війни.
Після того, як Прайс був звільнений з посади заступника керівника, Маккормік 3 квітня 1950 року знову був підвищений до віце-адмірала. 20 грудня 1950 року президент Гаррі Трумен присудив Маккорміку звання адмірала, збільшивши кількість повних адмірали в ВМС до п'яти. Оголошення Труменом надзвичайного стану підвищило правові обмеження на кількість трьох- і чотиризіркових офіцерів, і Маккормік був підвищений для надання йому рівного становища з заступниками керівників штабів армії та авіації. Він був затверджений у своєму новому званні 22 грудня 1950 року.
Шерман несподівано помер 22 липня 1951 року під час дипломатичної поїздки до Європи. Як виконувач обов'язків керівника військово-морськими операціями, Маккормік був одним з шести кандидатів, що розглядалися на заміну Шермана, разом з адміралами Артуром Редфордом, Робертом Карні, Вільямом Фектелером і віце-адміралами Річардом Коннолі та Дональдом Дунканом. Маккормік вийшов з відбору, висловивши бажання служити в командуванні флоту. 1 серпня 1951 року Фектелер був призначений керівником військово-морськими операціями, а Маккормік замінив Фектелера на посту головокомандувача Атлантичного флоту. Коли було оголошено про перестановку, преса зазначала, що це буде перше командування флотом для Маккорміка, і припускала, що саме відсутність такого досвіду була причиною його усунення з процесу відбору на наступника Шермана.

### Головнокомандувач Атлантичного флоту

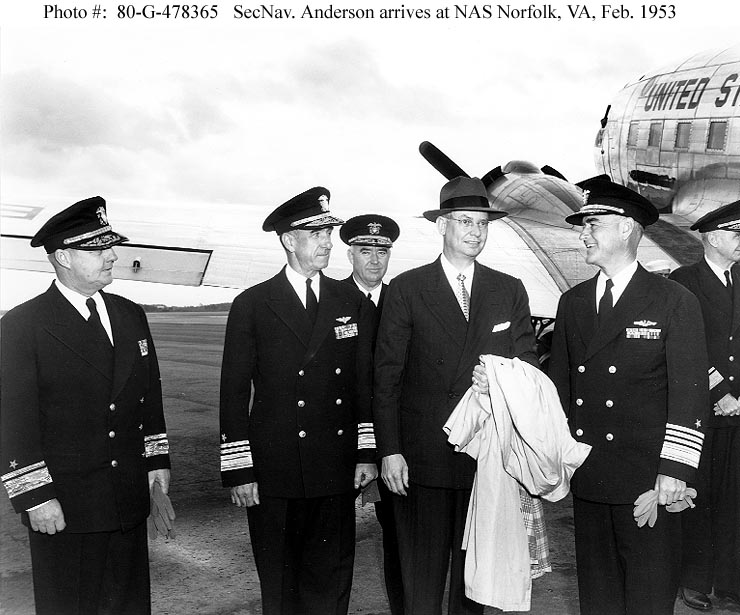
Як головнокомандувач Атлантичного флоту (праворуч) вітає міністра ВМС Роберта Андерсона на базі Норфолк (штат Вірджинія) (21 лютого 1953)

Маккормік став головнокомандувачем Атлантичного командування (CINCLANT) і Атлантичного флоту (CINCLANTFLT) 15 серпня 1951 року.
Через місяць, на церемонії повторного введення в експлуатацію авіаносця «Восп», Маккормік заявив, що вже розроблена ядерна зброя, яка досить мала для перевезення легкими бомбардувальниками, дислокованими на авіаносцях: «Врешті-решт, я думаю, що кожен авіаносець буде оснащений атомними бомбами. Після їх зменшення в розмірі вони стали доступнішими для використання на авіаносцях». Ще під час виконання обов'язків керівника військово-морськими операціями він заявляв, що до використання атомної зброї слід ставитися спокійніше:
|  | В наших інтересах переконати світ, що в цілому використання атомної зброї не менш гуманно, ніж розгортання еквівалента так званих звичайних озброєнь. Знищення певних цілей має важливе значення для успішного завершення війни з СРСР. Плюси і мінуси ціни їх знищення є чисто теоретичними. Оригінальний текст (англ.) It is in our interest to convince the world at large that the use of atomic weapons is no less humane than the employment of an equivalent weight of so-called conventional weapons. The destruction of certain targets is essential to the successful completion of a war with the U.S.S.R. The pros and cons of the means to accomplish their destruction is purely academic. |

Як наступник Фектелера на посту CINCLANT, Маккормік успадкував довгоочікуване Фектелером призначення першим Верховним головнокомандувачем військово-морських сил НАТО в Атлантиці. Про номінацію Фектелера на цей пост було оголошено 19 лютого 1951 року, але вона була заблокована британською опозицією на чолі з колишнім прем'єр-міністром Вінстоном Черчиллем, якому не сподобалась концепція підпорядкування Королівського флоту американському адміралу і який зажадав, щоб замість цього був призначений британський адмірал. Діючий британський прем'єр Клемент Еттлі підтвердив номінацію Фектелера в липні, але Фектелер майже одразу пішов з командування Атлантичного флоту на пост керівника військово-морськими операціями, надавши Черчиллю можливість знову порушити питання, коли він став прем'єром в жовтні. Черчилль тепер стверджував, що в єдиному верховному флотоводці не було потреби, та запропонував розділити Атлантику на американський і британський сектори.
Однак США наполягли на єдиному командуванні і Черчилль в підсумку поступився американському тиску, неохоче погодившись на призначення Маккорміка в січні 1952 року. Попри відразу до ідеї будь-якого американського керівництва атлантичним командуванням, Черчилль не мав заперечень проти особисто Маккорміка, заявивши, що Маккормік «вселяє найбільшу довіру» в ролі командувача. Щоб заспокоїти британців, Маккормік заявив, що вважає Королівський флот моделлю для своїх людей, що Лондон краще за Нью-Йорк, і що він однаково почувається вдома в Портсмуті в Гемпширі і в Портсмуті в Нью-Гемпширі.

### Верховний головнокомандувач НАТО в Атлантиці
Маккормік був призначений Верховним головнокомандувачем ОЗС НАТО в Атлантиці (SACLANT) 30 січня 1952 року. 10 квітня він відкрив штаб-квартиру SACLANT в Норфолку (штат Вірджинія). Як SACLANT він підпорядковувався безпосередньо Постійній групі НАТО і був рівний у військовій ієрархії НАТО генералу армії Дуайту Ейзенхауеру — Верховному головнокомандувачу ОЗС НАТО в Європі (SACEUR). Зона відповідальності нового командування Маккорміка простягалася від Північного полюса до тропіка Рака і від берегів Північної Америки до берегів Європи та Африки, за винятком Ла-Маншу і британських прибережних вод. Його зону відповідальности називали найбільшою з часів призначення Христофора Колумба головним адміралом моря-океану в XV столітті. Також Маккорміка називали адміралом без флоту, оскільки він командував союзними військами тільки під час війни. Однак, як головнокомандувач Атлантичного флоту, він здійснював контроль в мирний час над більшою частиною його фактичної ударної потужності.
Незабаром після призначення SACLANT Маккормік вирушив до кожної столиці НАТО, щоб домовитися про грошові внески від союзних флотів. Він сподівався, що європейські союзники почнуть з підготовки захисту своїх національних вод на випадок війни, але швидко виявив, що малі країни розглядали SACLANT як справу, перш за все, США, Великої Британії та Канади — основних морських держав НАТО. Він скаржився Постійній групі НАТО, що Європа відреагувала на його призначення як привід для самозаспокоєння: «Тепер, коли SACLANT призначений, ми більше не маємо військово-морських турбот, він буде дбати про все для нас … ми нічого не маємо робити».

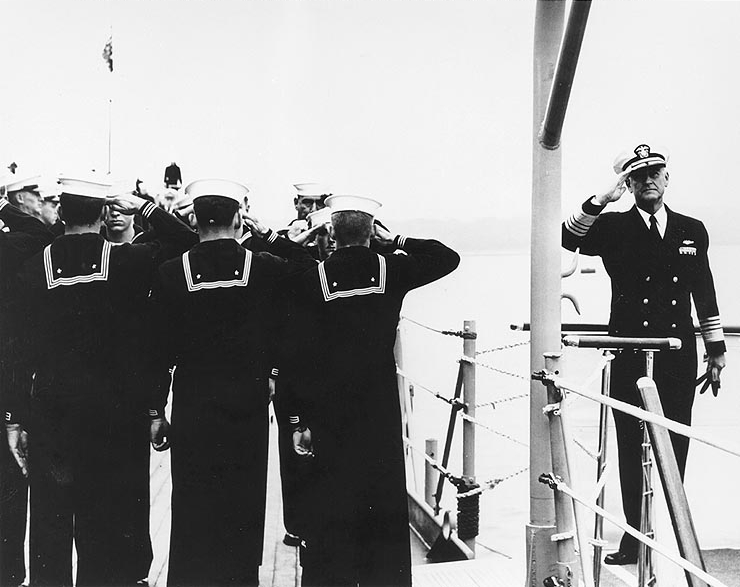
Як Верховний головнокомандувач НАТО в Атлантиці (праворуч) на борту USS Columbus (CA-74) під час операції «Мейнбрейс» (20 вересня 1952)

У вересні 1952 року НАТО провело свої перші великі військово-морські навчання — операцію «Мейнбрейс», якою спільно командували Маккормік і SACEUR Метью Ріджвей. В операції «Мейнбрейс» взяли участь 160 союзницьких кораблів усіх типів. Вона перевірила здатність SACLANT «забезпечити підтримку на північному флангу для європейського наземного бою». За сценаріем навчань, радянські війська вже пройшли через Західну Німеччину і рухалися до Данії і Норвегії. Частковою метою операції було «заспокоїти скандинавських членів, що їхні країни можуть бути захищені в разі війни». Наприкінці навчань Маккормік і Ріджвей заявили, що операція «Мейнбрейс» виявила ряд недоліків в НАТО для майбутнього корегування:
|  | В ході навчань ставилось багато питань, чи були отримані з них якісь великі уроки. Відповідь: ні… Тест подібного роду дозволяє визначити наші слабкі сторони і коригувальні заходи, які ми повинні вжити. Поки напевно були виявлені деякі слабкі сторони, але ми не вважаємо жодну з них непереборною. „Мейнбрейс“ не закінчується — це лише початок. Оригінальний текст (англ.) Many questions have been asked during the exercise as to whether any great lessons were learned from it. The answer is no....A test of this sort enables us to determine our weaknesses and the corrective measures we must take. Thus far certain weaknesses have been revealed, but we regard none of them as insurmountable. Mainbrace is not an ending--it is merely a beginning. |

Наступного року НАТО як продовження провело операцію «Мерінер», що проходила з 16 вересня по 4 жовтня 1953 року. Маккормік назвав операцію «Мерінер» «найбільш повними і широкими міжнародними навчаннями, що колись проводились». В них було задіяно 500 тисяч осіб, 1000 літаків і 300 кораблів з дев'яти флотів. В ході навчань були випробувані різноманітні військово-морські можливості союзників, починаючи від командних відносин до мінної військової справи та розвідки, хоча під час навчань «не було ніякої стратегічної концепції, окрім бою блакитних проти помаранчевих». Конвої перетинали Атлантику, захищаючись проти підводних човнів і надводних кораблів. Також обидві сторони запускали модельовані ядерні удари та захищались від них. Маккормік оцінював результат навчань як успішний та такий, що показав, що кораблі і літаки з розрізнених флотів НАТО можуть ефективно співпрацювати навіть при несприятливих погодних умовах, хоча були проблеми з комунікаціями і матеріально-технічною підтримкою.
Після навчань Маккормік на вечері Американської ради з НАТО 29 жовтня 1953 року заявив, що Кремль «добре обізнаний» про важливість трансатлантичного морського шляху і готує підводні човни для боротьби у можливій битві за Атлантику. В той час, як операція «Мерінер» продемонструвала, що НАТО може контролювати Атлантику за умови достатніх сил, він попередив: «Сили, які ми маємо в розпорядженні нині для боротьби з потенційною підводною загрозою, були розгорнені небезпечно розріджено для цього завдання».
Після закінчення терміну повноважень Маккорміка керівник військово-морськими операціями Роберт Карні шукав наступника, який би краще відповідав рівню британського штату в штаб-квартирі SACLANT. «Я відчув велике занепокоєння відношенням до інтересів США там і в Атлантиці, з боку британців… Я відчув, що до точки зору США в деяких попередніх випадках ставились достатньо наївно, і що було необхідно поставити там когось, хто міг би дбати про ці інтереси». Карні обрав адмірала Джеральда Райта, який замінив Маккорміка 12 квітня 1954 року.

### Президент Військово-морського коледжу
Після відставки з поста SACLANT Маккормік 3 травня 1954 року був призначений президентом Військово-морського коледжу у званні віце-адмірала.
Найбільш значною подією за час його президентства було створення в 1956 році курсу військово-морського командування для старших морських офіцерів з 30 союзних і дружніх країн, організованого капітаном Річардом Кольбером за наказом керівника військово-морськими операціями Арлі Берка. Штат Військово-морського коледжу спочатку не мав ентузіазму з приводу нового курсу, побоюючись, що він буде відволікати від звичайних курсів. Однак, Маккормік вже був свідком труднощів, викликаних відсутністю розуміння між союзниками під час великомасштабних операцій SACLANT, таких як операція «Мейнбрейс», і він повністю пішов назустріч Берку. Берк згадував:
|  | [Маккормік] був абсолютно правий щодо того, що цей новий курс не повинен зменшити калібр іншої роботи Військового коледжу. Президент і його штат зробили багато корисних пропозицій з самого початку, і в процесі курсу їх ентузіазм виріс — можливо, завдяки якості надісланих іноземних офіцерів. Оригінальний текст (англ.) [McCormick] was absolutely correct that this new course should not reduce the caliber of the other work the War College was doing. The president and his staff made many helpful suggestions right from the start and after it was going awhile, their enthusiasm grew, perhaps due to the quality of the foreign officers assigned. |

16 серпня 1956 року Маккормік переніс серцевий напад в своїй квартирі близько 3 ранку і помер через чотири години в військово-морській лікарні в Ньюпорті у віці 61 років, за день до початку занять 1957-го навчального року. Студенти і викладачі були приголомшені, оскільки він виглядав повністю здоровим. Вітаючи нових студентів наступного дня, керівник штату Маккорміка та виконувач його обов'язки, контр-адмірал Томас Роббінс-молодший, заявив, що Маккормік не хотів би, щоб його смерть вплинула на розпорядок коледжу, заявивши: «Любов Адмірала і його відданість цьому коледжу не можна висловити словами».

## Особисте життя
Лінде Маккормік був нащадком старовинного роду флотоводців. Його батько, контр-адмірал Альберт Монтгомері Дюпюї Маккормік, був ветераном іспансько-американської війни і колишнім хірургом на Атлантичному флоті. Лінде Маккормік одружився з Ліліан Еддісон Спрігг 2 жовтня 1920 року. У них було три сини: командир ВМС Монтроуз Грем, який командував підводним човном під час Другої світової війни і загинув в авіакатастрофі в Австралії в 1945 році; морський офіцер Лінде Дюпюї-молодший; і морпіх Джеймс Джетт II, який був важко поранений в битві за Окінаву. Лінде Маккормік похований разом з дружиною на кладовищі Військово-морської академії.

## Нагороди
На його честь було названо ракетний есмінець «Лінде Маккормік». Серед його нагород: Легіон заслуг з двома золотими зірками, медаль перемоги у Першій світовій війні з затискачем Гранд-Фліту, медаль оборони Америки, медаль за європейсько-африкансько-близькосхідну кампанію, медаль за азіатсько-тихоокеанську кампанію, медаль за американську кампанію і медаль перемоги у Другій світовій війні.